# 가오슝시

가오슝의 기

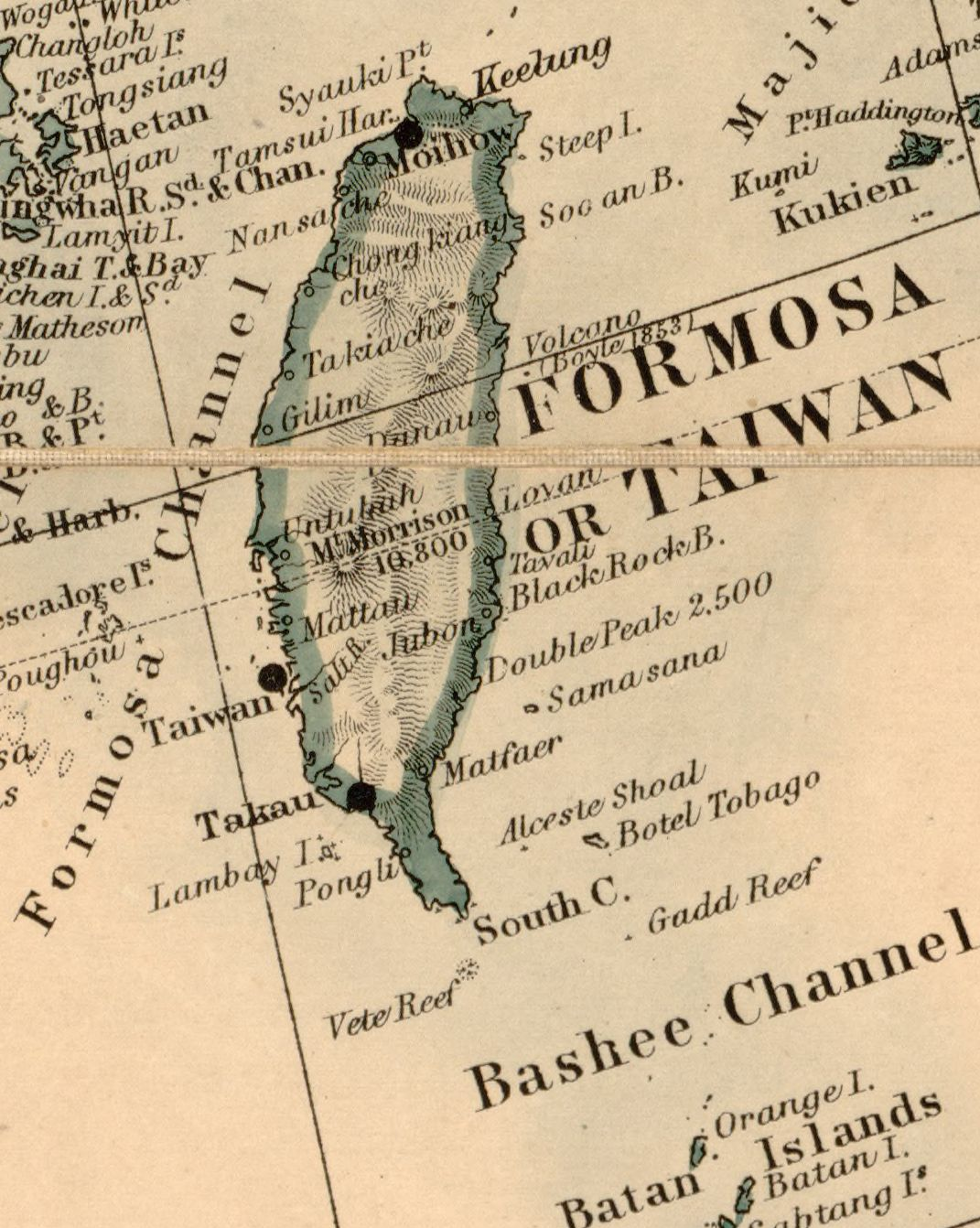
다카우(지금의 가오슝)를 포함한 타이완의 지도
해당 지도의 내용은 1880년에 출간한 것으로 보임.

가오슝시(중국어 정체자: 高雄市, 병음: Gāoxióng Shì, 한자음: 고웅시, 대만어: Ko-hiông-chhī, 영어: Kaohsiung)는 대만 남부에 위치한 도시로 대만에서 세 번째로 큰 도시이다.
타이베이와는 다른 가오슝의 철도는 넓고 타이베이와는 달리 교통 정체는 심하지 않다. 또 수출항이기도 해 알루미늄, 목재나 종이제품, 비료, 시멘트, 금속, 기계류, 선박 등이 가오슝의 주요 생산품이다.
쭤잉(左營)역에서 타이난(臺南), 타이중(臺中), 타이베이 방면으로 고속철도가 운행된다. 가오슝 샤오강 국제공항(高雄小港國際機場)은 타이완 타오위안 국제공항(臺灣桃園國際機場) 다음으로 타이완에서 두 번째로 큰 공항으로, 아시아 주요 도시로 노선이 운항된다.

## 인구
| 연도 | 인구      | ±%    |
| --- | --------- | ----- |
| 1985 | 2,379,610 | —     |
| 1990 | 2,505,986 | +5.3% |
| 1995 | 2,619,947 | +4.5% |
| 2000 | 2,725,267 | +4.0% |
| 2005 | 2,760,180 | +1.3% |
| 2010 | 2,773,483 | +0.5% |
| 2015 | 2,778,918 | +0.2% |
| 2019 | 2,773,198 | −0.2% |
| Source:“Populations by city and county in Taiwan”. Ministry of the Interior Population Census. 2017년 12월 16일에 원본 문서에서 보존된 문서. 2021년 2월 7일에 확인함. |           |       |

## 지리

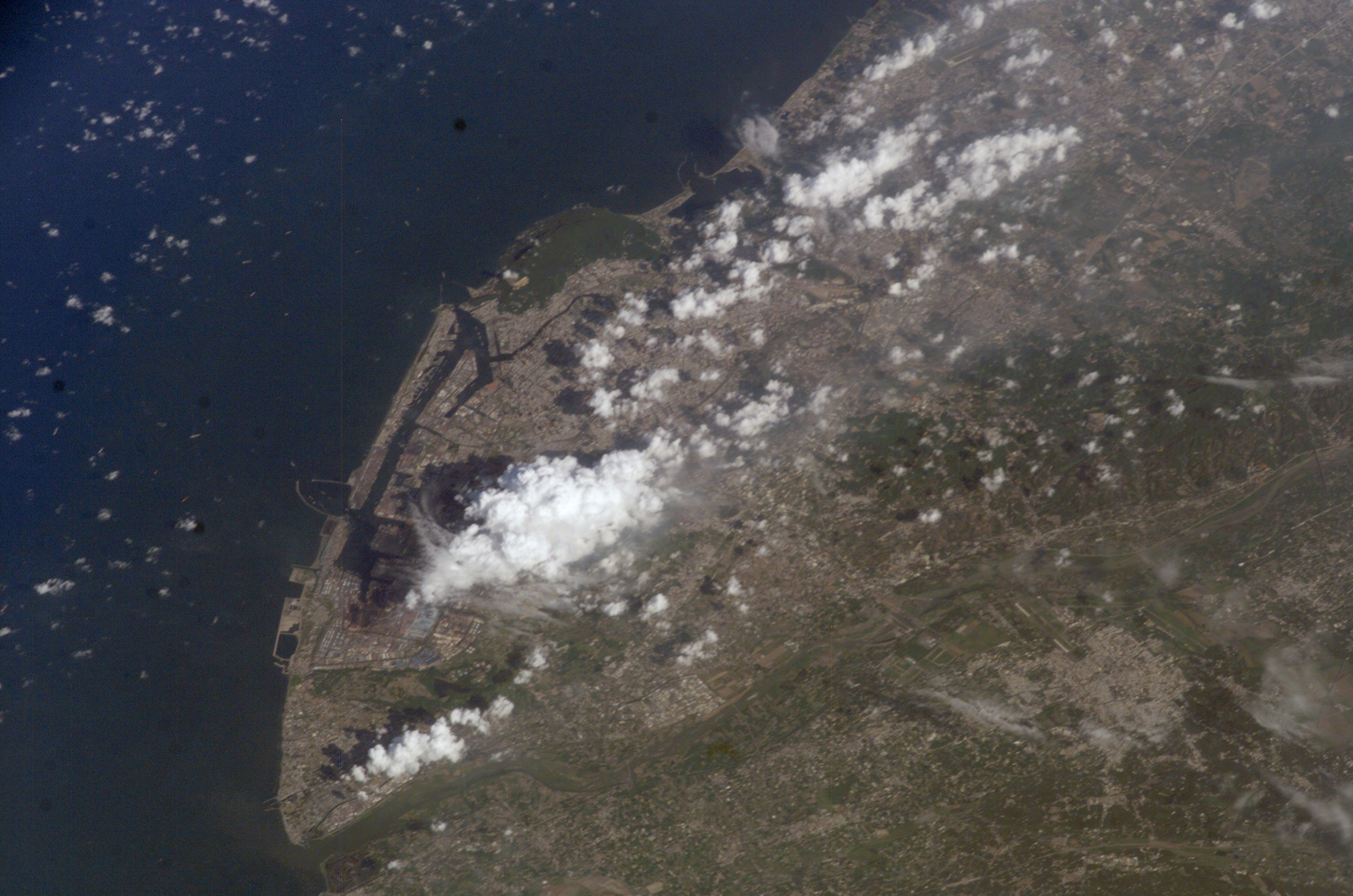
가오슝의 위성 사진

가오슝시는 대만의 남서쪽 해안에 놓여있고 대만 해협에 면한다. 중심가는 가오슝 항과 항구의 자연적인 방파제 역할을 하는 치진 섬 주변에 집중되어있다. 아이허가 구 시가지와 중심가를 거쳐 항구로 흐른다. 쭤잉 군항이 가오슝 항과 도심의 북쪽에 놓여있다. 가오슝의 자연 관광지로는 산호초가 융기해 형성된 서우산이 있다.
가오슝은 북회귀선의 남쪽에 위치한다. 열대 기후, 구체적으로 사바나 기후에 속하고 평균 기온은 20.8 °C ~ 30.3 °C이며 평균 습도는 60~85%이다. 연평균 강수량은 약 1810.7mm이다.
| 가오슝시의 기후                                                             | 가오슝시의 기후 | 가오슝시의 기후 | 가오슝시의 기후 | 가오슝시의 기후 | 가오슝시의 기후 | 가오슝시의 기후 | 가오슝시의 기후 | 가오슝시의 기후 | 가오슝시의 기후 | 가오슝시의 기후 | 가오슝시의 기후 | 가오슝시의 기후 | 가오슝시의 기후 |
| 월                                                                          | 1월             | 2월             | 3월             | 4월             | 5월             | 6월             | 7월             | 8월             | 9월             | 10월            | 11월            | 12월            | 연간            |
| --------------------------------------------------------------------------- | --------------- | --------------- | --------------- | --------------- | --------------- | --------------- | --------------- | --------------- | --------------- | --------------- | --------------- | --------------- | --------------- |
| 역대 최고 기온 °C (°F)                                                      | 31.6 (88.9)     | 32.5 (90.5)     | 33.2 (91.8)     | 35.4 (95.7)     | 36.4 (97.5)     | 37.2 (99.0)     | 37.1 (98.8)     | 36.1 (97.0)     | 37.6 (99.7)     | 34.8 (94.6)     | 33.0 (91.4)     | 31.0 (87.8)     | 37.6 (99.7)     |
| 일평균 최고 기온 °C (°F)                                                    | 24.2 (75.6)     | 25.0 (77.0)     | 27.0 (80.6)     | 29.3 (84.7)     | 31.0 (87.8)     | 32.1 (89.8)     | 32.7 (90.9)     | 32.1 (89.8)     | 31.8 (89.2)     | 30.1 (86.2)     | 28.1 (82.6)     | 25.3 (77.5)     | 29.1 (84.3)     |
| 일일 평균 기온 °C (°F)                                                      | 19.7 (67.5)     | 20.7 (69.3)     | 23.0 (73.4)     | 25.7 (78.3)     | 27.8 (82.0)     | 28.9 (84.0)     | 29.4 (84.9)     | 28.9 (84.0)     | 28.5 (83.3)     | 26.9 (80.4)     | 24.5 (76.1)     | 21.2 (70.2)     | 25.4 (77.8)     |
| 일평균 최저 기온 °C (°F)                                                    | 16.2 (61.2)     | 17.2 (63.0)     | 19.7 (67.5)     | 22.8 (73.0)     | 25.2 (77.4)     | 26.3 (79.3)     | 26.7 (80.1)     | 26.3 (79.3)     | 25.9 (78.6)     | 24.4 (75.9)     | 21.6 (70.9)     | 17.9 (64.2)     | 22.5 (72.5)     |
| 역대 최저 기온 °C (°F)                                                      | 5.7 (42.3)      | 6.6 (43.9)      | 6.8 (44.2)      | 10.3 (50.5)     | 17.3 (63.1)     | 19.0 (66.2)     | 20.0 (68.0)     | 20.7 (69.3)     | 19.5 (67.1)     | 14.7 (58.5)     | 10.2 (50.4)     | 4.4 (39.9)      | 4.4 (39.9)      |
| 평균 강수량 mm (인치)                                                       | 19.1 (0.75)     | 17.7 (0.70)     | 32.3 (1.27)     | 68.4 (2.69)     | 202.2 (7.96)    | 416.2 (16.39)   | 377.2 (14.85)   | 512.4 (20.17)   | 224.5 (8.84)    | 53.4 (2.10)     | 25.6 (1.01)     | 19.2 (0.76)     | 1,968.2 (77.49) |
| 평균 강수일수 (≥ 0.1 mm)                                                    | 3.2             | 3.2             | 3.6             | 5.4             | 6.2             | 12.9            | 13.2            | 16.7            | 10.1            | 4.2             | 2.8             | 2.8             | 84.3            |
| 평균 상대 습도 (%)                                                          | 71.6            | 71.8            | 71.9            | 74.2            | 76.6            | 79.0            | 78.0            | 79.9            | 77.5            | 74.2            | 73.1            | 71.6            | 75.0            |
| 평균 월간 일조시간                                                          | 177.0           | 176.0           | 194.7           | 197.2           | 207.7           | 215.0           | 220.7           | 189.3           | 188.6           | 191.9           | 166.5           | 157.2           | 2,281.8         |
| 출처: 중화민국 교통부 중앙기상국 (평균값: 1991년~2020년, 극값: 1931년~현재) |                 |                 |                 |                 |                 |                 |                 |                 |                 |                 |                 |                 |                 |

## 역사

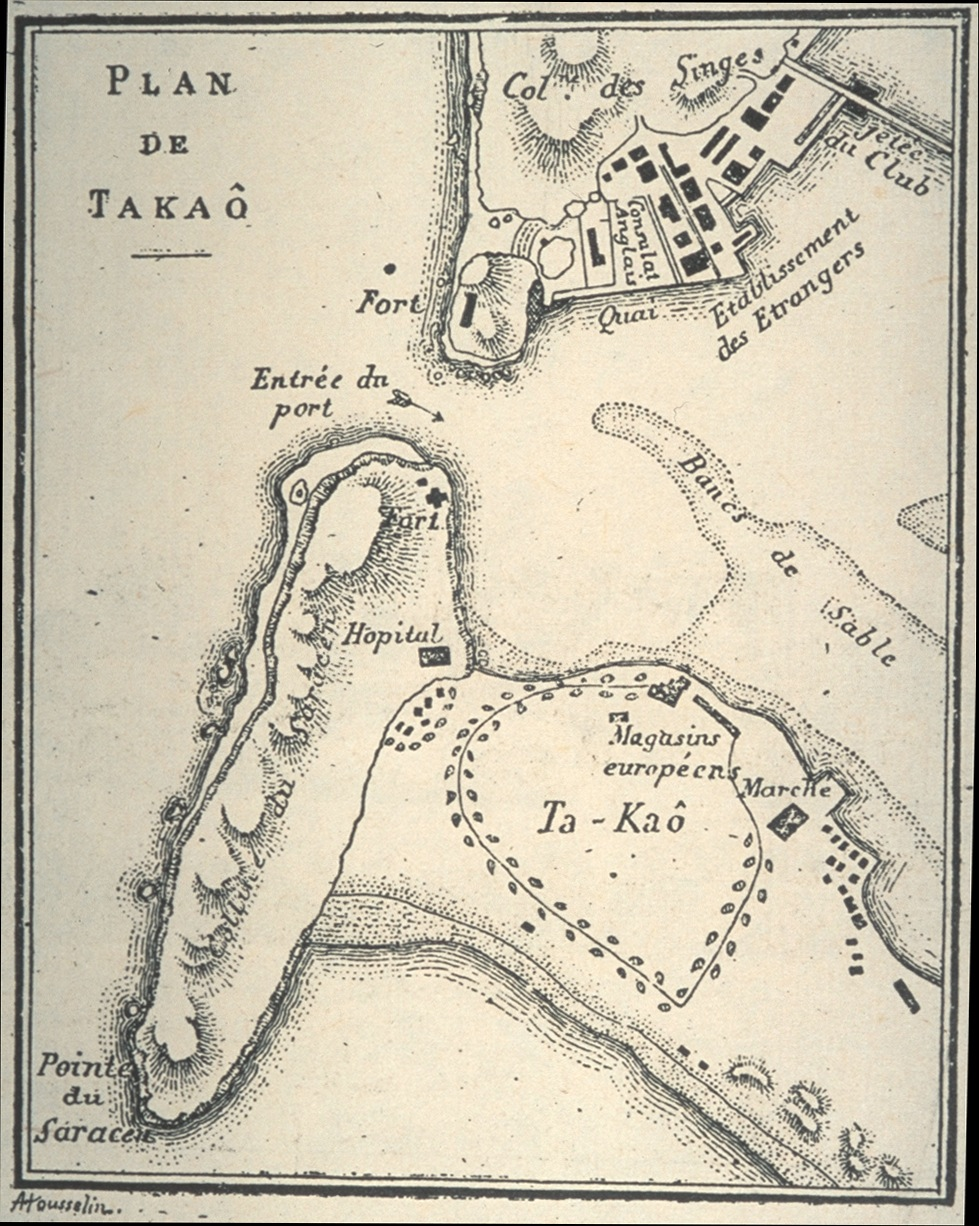
타카우 항 (1893)

가오슝은 명나라 말기의 17세기 말에 다가우(민난어: 打狗, Tá-káu)라고 불리는 마을이었다. 다가우라는 이름은 타이완 원주민의 언어로 ‘대나무 숲’을 의미하는 마카타오에서 유래된 것이다. 1624년에 네덜란드인들은 질란디아 요새를 건설하였으나, 1635년에 지역 원주민들에게 패하였다. 네덜란드인들은 1662년에 명나라의 추종자이자 정씨왕국의 건립자인 정성공에 의해 추방되었다. 정성공의 아들인 정경은 1664년에 마을의 이름을 만년주(万年洲)로 개칭하였다. 1670년대 후반에 중국 본토에서 이주민이 유입되면서 마을은 급격히 성장하였고 이름은 다시 타카우로 복구되었다. 1684년에 청나라는 대만을 병합하고 봉산현(鳳山縣)이라 개칭하여 대만부에 포함시켰다. 1680년대에 처음으로 개항하였다. 1895년의 시모노세키 조약으로 대만은 일본에 할양되었고, 1945년에 타이완의 통치를 중화민국이 맡게 되었다. 가오슝이라는 지명은 1920년에 기존의 다가우(打狗)라는 표기를 일본이 일본어: 高雄 다카오[*]로 고친 것을 표준 중국어 발음으로 읽은 것이다. 중화민국 행정원은 1978년 11월 19일에 가오슝의 직할시 승격을 승인하였고 가오슝은 1979년 7월 1일에 직할시가 되었다. 이후 2008년 가오슝현을 가오슝시에 통합하여 대만 내 최대 행정구역으로 오늘에 이르고 있다.

## 정치
가오슝은 종종 타이베이의 정치적인 경상(鏡像)으로 여겨진다. 1990년대 후반 이래로 대만 북부는 범람연맹(泛藍聯盟, 타이완 통일 지지자 세력)의 지지율이 높은 반면에 타이완 남부는 범록연맹(泛綠聯盟, 타이완 독립 지지자 세력)의 지지율이 높다. 민주진보당의 셰창팅은 두 차례 가오슝의 시장으로 선출되어 가오슝을 공업 도시에서 매력적인 현대 도시로 변모시켰다. 셰창팅은 2005년에 중화민국 행정원장이 되면서 시장직을 사퇴하였다. 2006년 12월 9일의 선거에서는 민주진보당의 천쥐 후보가 국민당의 경쟁 후보를 누르고 중화민국의 첫 여성 직할시 시장이 되었으며 통합 이후에도 2번의 선거에서 연임에 성공하였다. 그렇지만 차이잉원 정부 시절 천쥐는 총통부 요직으로 옮겼고, 2018년 지방선거에서 한궈위의 당선으로 사상 첫 국민당 출신 가오슝 시장이 탄생하였으나 2020년 중화민국 총통 선거 도전에 집중하여 시정에 소홀한 문제로 2020년 파면되고, 이후 천치마이가 신임 가오슝시장으로 선출되었다.

## 행정 구역
가오슝은 38개 구로 이루어져 있다. 구는 다시 리(里), 리는 다시 린(鄰)으로 나뉜다.
| 번호 | 이름       | 중국어   | 면적 (km2) | 리(里) 수 | 인구 (2015) | 가오슝시의 행정 구역 |
| ---- | ---------- | -------- | ---------- | --------- | ----------- | --- |
| 1    | 옌청구     | 鹽埕區   | 1.4161     | 21        | 25,126      | 아롄 다랴오 다서 다수 펑산 강산구 후네이 체딩 자셴 린위안 류구이 루주 마오린 메이눙 미퉈 나마샤 난쯔 네이먼 냐오쑹 차오터우 치산 런우 산린 타오위안 톈랴오 샤오강 옌차오 융안 쭤잉 쯔관 구산 링야 첸진 첸전 치진 싼민 신싱 옌청 자이시 타이난시 화롄현 자이현 난터우현 핑둥현 타이둥현 |
| 2    | 구산구     | 鼓山區   | 14.7458    | 38        | 136,388     | 아롄 다랴오 다서 다수 펑산 강산구 후네이 체딩 자셴 린위안 류구이 루주 마오린 메이눙 미퉈 나마샤 난쯔 네이먼 냐오쑹 차오터우 치산 런우 산린 타오위안 톈랴오 샤오강 옌차오 융안 쭤잉 쯔관 구산 링야 첸진 첸전 치진 싼민 신싱 옌청 자이시 타이난시 화롄현 자이현 난터우현 핑둥현 타이둥현 |
| 3    | 쭤잉구     | 左營區   | 19.3888    | 44        | 195,870     | 아롄 다랴오 다서 다수 펑산 강산구 후네이 체딩 자셴 린위안 류구이 루주 마오린 메이눙 미퉈 나마샤 난쯔 네이먼 냐오쑹 차오터우 치산 런우 산린 타오위안 톈랴오 샤오강 옌차오 융안 쭤잉 쯔관 구산 링야 첸진 첸전 치진 싼민 신싱 옌청 자이시 타이난시 화롄현 자이현 난터우현 핑둥현 타이둥현 |
| 4    | 난쯔구     | 楠梓區   | 25.8276    | 37        | 179,442     | 아롄 다랴오 다서 다수 펑산 강산구 후네이 체딩 자셴 린위안 류구이 루주 마오린 메이눙 미퉈 나마샤 난쯔 네이먼 냐오쑹 차오터우 치산 런우 산린 타오위안 톈랴오 샤오강 옌차오 융안 쭤잉 쯔관 구산 링야 첸진 첸전 치진 싼민 신싱 옌청 자이시 타이난시 화롄현 자이현 난터우현 핑둥현 타이둥현 |
| 5    | 싼민구     | 三民區   | 19.7866    | 88        | 346,738     | 아롄 다랴오 다서 다수 펑산 강산구 후네이 체딩 자셴 린위안 류구이 루주 마오린 메이눙 미퉈 나마샤 난쯔 네이먼 냐오쑹 차오터우 치산 런우 산린 타오위안 톈랴오 샤오강 옌차오 융안 쭤잉 쯔관 구산 링야 첸진 첸전 치진 싼민 신싱 옌청 자이시 타이난시 화롄현 자이현 난터우현 핑둥현 타이둥현 |
| 6    | 신싱구     | 新興區   | 1.9764     | 32        | 52,084      | 아롄 다랴오 다서 다수 펑산 강산구 후네이 체딩 자셴 린위안 류구이 루주 마오린 메이눙 미퉈 나마샤 난쯔 네이먼 냐오쑹 차오터우 치산 런우 산린 타오위안 톈랴오 샤오강 옌차오 융안 쭤잉 쯔관 구산 링야 첸진 첸전 치진 싼민 신싱 옌청 자이시 타이난시 화롄현 자이현 난터우현 핑둥현 타이둥현 |
| 7    | 첸진구     | 前金區   | 1.8573     | 20        | 27,509      | 아롄 다랴오 다서 다수 펑산 강산구 후네이 체딩 자셴 린위안 류구이 루주 마오린 메이눙 미퉈 나마샤 난쯔 네이먼 냐오쑹 차오터우 치산 런우 산린 타오위안 톈랴오 샤오강 옌차오 융안 쭤잉 쯔관 구산 링야 첸진 첸전 치진 싼민 신싱 옌청 자이시 타이난시 화롄현 자이현 난터우현 핑둥현 타이둥현 |
| 8    | 링야구     | 苓雅區   | 8.1522     | 69        | 174,818     | 아롄 다랴오 다서 다수 펑산 강산구 후네이 체딩 자셴 린위안 류구이 루주 마오린 메이눙 미퉈 나마샤 난쯔 네이먼 냐오쑹 차오터우 치산 런우 산린 타오위안 톈랴오 샤오강 옌차오 융안 쭤잉 쯔관 구산 링야 첸진 첸전 치진 싼민 신싱 옌청 자이시 타이난시 화롄현 자이현 난터우현 핑둥현 타이둥현 |
| 9    | 첸전구     | 前鎮區   | 19.1207    | 61        | 193,009     | 아롄 다랴오 다서 다수 펑산 강산구 후네이 체딩 자셴 린위안 류구이 루주 마오린 메이눙 미퉈 나마샤 난쯔 네이먼 냐오쑹 차오터우 치산 런우 산린 타오위안 톈랴오 샤오강 옌차오 융안 쭤잉 쯔관 구산 링야 첸진 첸전 치진 싼민 신싱 옌청 자이시 타이난시 화롄현 자이현 난터우현 핑둥현 타이둥현 |
| 10   | 치진구     | 旗津區   | 1.4639     | 13        | 28,832      | 아롄 다랴오 다서 다수 펑산 강산구 후네이 체딩 자셴 린위안 류구이 루주 마오린 메이눙 미퉈 나마샤 난쯔 네이먼 냐오쑹 차오터우 치산 런우 산린 타오위안 톈랴오 샤오강 옌차오 융안 쭤잉 쯔관 구산 링야 첸진 첸전 치진 싼민 신싱 옌청 자이시 타이난시 화롄현 자이현 난터우현 핑둥현 타이둥현 |
| 11   | 샤오강구   | 小港區   | 45.4426    | 38        | 155,996     | 아롄 다랴오 다서 다수 펑산 강산구 후네이 체딩 자셴 린위안 류구이 루주 마오린 메이눙 미퉈 나마샤 난쯔 네이먼 냐오쑹 차오터우 치산 런우 산린 타오위안 톈랴오 샤오강 옌차오 융안 쭤잉 쯔관 구산 링야 첸진 첸전 치진 싼민 신싱 옌청 자이시 타이난시 화롄현 자이현 난터우현 핑둥현 타이둥현 |
| 12   | 펑산구     | 鳳山區   | 26.7590    | 78        | 355,568     | 아롄 다랴오 다서 다수 펑산 강산구 후네이 체딩 자셴 린위안 류구이 루주 마오린 메이눙 미퉈 나마샤 난쯔 네이먼 냐오쑹 차오터우 치산 런우 산린 타오위안 톈랴오 샤오강 옌차오 융안 쭤잉 쯔관 구산 링야 첸진 첸전 치진 싼민 신싱 옌청 자이시 타이난시 화롄현 자이현 난터우현 핑둥현 타이둥현 |
| 13   | 린위안구   | 林園區   | 32.2860    | 24        | 70,339      | 아롄 다랴오 다서 다수 펑산 강산구 후네이 체딩 자셴 린위안 류구이 루주 마오린 메이눙 미퉈 나마샤 난쯔 네이먼 냐오쑹 차오터우 치산 런우 산린 타오위안 톈랴오 샤오강 옌차오 융안 쭤잉 쯔관 구산 링야 첸진 첸전 치진 싼민 신싱 옌청 자이시 타이난시 화롄현 자이현 난터우현 핑둥현 타이둥현 |
| 14   | 다랴오구   | 大寮區   | 71.0400    | 25        | 111,638     | 아롄 다랴오 다서 다수 펑산 강산구 후네이 체딩 자셴 린위안 류구이 루주 마오린 메이눙 미퉈 나마샤 난쯔 네이먼 냐오쑹 차오터우 치산 런우 산린 타오위안 톈랴오 샤오강 옌차오 융안 쭤잉 쯔관 구산 링야 첸진 첸전 치진 싼민 신싱 옌청 자이시 타이난시 화롄현 자이현 난터우현 핑둥현 타이둥현 |
| 15   | 다수구     | 大樹區   | 66.9811    | 18        | 43,145      | 아롄 다랴오 다서 다수 펑산 강산구 후네이 체딩 자셴 린위안 류구이 루주 마오린 메이눙 미퉈 나마샤 난쯔 네이먼 냐오쑹 차오터우 치산 런우 산린 타오위안 톈랴오 샤오강 옌차오 융안 쭤잉 쯔관 구산 링야 첸진 첸전 치진 싼민 신싱 옌청 자이시 타이난시 화롄현 자이현 난터우현 핑둥현 타이둥현 |
| 16   | 다서구     | 大社區   | 26.5848    | 9         | 34,525      | 아롄 다랴오 다서 다수 펑산 강산구 후네이 체딩 자셴 린위안 류구이 루주 마오린 메이눙 미퉈 나마샤 난쯔 네이먼 냐오쑹 차오터우 치산 런우 산린 타오위안 톈랴오 샤오강 옌차오 융안 쭤잉 쯔관 구산 링야 첸진 첸전 치진 싼민 신싱 옌청 자이시 타이난시 화롄현 자이현 난터우현 핑둥현 타이둥현 |
| 17   | 런우구     | 仁武區   | 36.0808    | 16        | 82,000      | 아롄 다랴오 다서 다수 펑산 강산구 후네이 체딩 자셴 린위안 류구이 루주 마오린 메이눙 미퉈 나마샤 난쯔 네이먼 냐오쑹 차오터우 치산 런우 산린 타오위안 톈랴오 샤오강 옌차오 융안 쭤잉 쯔관 구산 링야 첸진 첸전 치진 싼민 신싱 옌청 자이시 타이난시 화롄현 자이현 난터우현 핑둥현 타이둥현 |
| 18   | 냐오쑹구   | 鳥松區   | 24.5927    | 7         | 43,843      | 아롄 다랴오 다서 다수 펑산 강산구 후네이 체딩 자셴 린위안 류구이 루주 마오린 메이눙 미퉈 나마샤 난쯔 네이먼 냐오쑹 차오터우 치산 런우 산린 타오위안 톈랴오 샤오강 옌차오 융안 쭤잉 쯔관 구산 링야 첸진 첸전 치진 싼민 신싱 옌청 자이시 타이난시 화롄현 자이현 난터우현 핑둥현 타이둥현 |
| 19   | 강산구     | 岡山區   | 47.9421    | 33        | 97,769      | 아롄 다랴오 다서 다수 펑산 강산구 후네이 체딩 자셴 린위안 류구이 루주 마오린 메이눙 미퉈 나마샤 난쯔 네이먼 냐오쑹 차오터우 치산 런우 산린 타오위안 톈랴오 샤오강 옌차오 융안 쭤잉 쯔관 구산 링야 첸진 첸전 치진 싼민 신싱 옌청 자이시 타이난시 화롄현 자이현 난터우현 핑둥현 타이둥현 |
| 20   | 차오터우구 | 橋頭區   | 25.9379    | 17        | 37,363      | 아롄 다랴오 다서 다수 펑산 강산구 후네이 체딩 자셴 린위안 류구이 루주 마오린 메이눙 미퉈 나마샤 난쯔 네이먼 냐오쑹 차오터우 치산 런우 산린 타오위안 톈랴오 샤오강 옌차오 융안 쭤잉 쯔관 구산 링야 첸진 첸전 치진 싼민 신싱 옌청 자이시 타이난시 화롄현 자이현 난터우현 핑둥현 타이둥현 |
| 21   | 옌차오구   | 燕巢區   | 65.3950    | 11        | 30,229      | 아롄 다랴오 다서 다수 펑산 강산구 후네이 체딩 자셴 린위안 류구이 루주 마오린 메이눙 미퉈 나마샤 난쯔 네이먼 냐오쑹 차오터우 치산 런우 산린 타오위안 톈랴오 샤오강 옌차오 융안 쭤잉 쯔관 구산 링야 첸진 첸전 치진 싼민 신싱 옌청 자이시 타이난시 화롄현 자이현 난터우현 핑둥현 타이둥현 |
| 22   | 톈랴오구   | 田寮區   | 92.6802    | 10        | 7,526       | 아롄 다랴오 다서 다수 펑산 강산구 후네이 체딩 자셴 린위안 류구이 루주 마오린 메이눙 미퉈 나마샤 난쯔 네이먼 냐오쑹 차오터우 치산 런우 산린 타오위안 톈랴오 샤오강 옌차오 융안 쭤잉 쯔관 구산 링야 첸진 첸전 치진 싼민 신싱 옌청 자이시 타이난시 화롄현 자이현 난터우현 핑둥현 타이둥현 |
| 23   | 아롄구     | 阿蓮區   | 34.6164    | 12        | 29,368      | 아롄 다랴오 다서 다수 펑산 강산구 후네이 체딩 자셴 린위안 류구이 루주 마오린 메이눙 미퉈 나마샤 난쯔 네이먼 냐오쑹 차오터우 치산 런우 산린 타오위안 톈랴오 샤오강 옌차오 융안 쭤잉 쯔관 구산 링야 첸진 첸전 치진 싼민 신싱 옌청 자이시 타이난시 화롄현 자이현 난터우현 핑둥현 타이둥현 |
| 24   | 루주구     | 路竹區   | 48.4348    | 20        | 53,050      | 아롄 다랴오 다서 다수 펑산 강산구 후네이 체딩 자셴 린위안 류구이 루주 마오린 메이눙 미퉈 나마샤 난쯔 네이먼 냐오쑹 차오터우 치산 런우 산린 타오위안 톈랴오 샤오강 옌차오 융안 쭤잉 쯔관 구산 링야 첸진 첸전 치진 싼민 신싱 옌청 자이시 타이난시 화롄현 자이현 난터우현 핑둥현 타이둥현 |
| 25   | 후네이구   | 湖內區   | 20.1615    | 14        | 29,567      | 아롄 다랴오 다서 다수 펑산 강산구 후네이 체딩 자셴 린위안 류구이 루주 마오린 메이눙 미퉈 나마샤 난쯔 네이먼 냐오쑹 차오터우 치산 런우 산린 타오위안 톈랴오 샤오강 옌차오 융안 쭤잉 쯔관 구산 링야 첸진 첸전 치진 싼민 신싱 옌청 자이시 타이난시 화롄현 자이현 난터우현 핑둥현 타이둥현 |
| 26   | 체딩구     | 茄萣區   | 15.7624    | 15        | 30,582      | 아롄 다랴오 다서 다수 펑산 강산구 후네이 체딩 자셴 린위안 류구이 루주 마오린 메이눙 미퉈 나마샤 난쯔 네이먼 냐오쑹 차오터우 치산 런우 산린 타오위안 톈랴오 샤오강 옌차오 융안 쭤잉 쯔관 구산 링야 첸진 첸전 치진 싼민 신싱 옌청 자이시 타이난시 화롄현 자이현 난터우현 핑둥현 타이둥현 |
| 27   | 융안구     | 永安區   | 22.6141    | 6         | 14,126      | 아롄 다랴오 다서 다수 펑산 강산구 후네이 체딩 자셴 린위안 류구이 루주 마오린 메이눙 미퉈 나마샤 난쯔 네이먼 냐오쑹 차오터우 치산 런우 산린 타오위안 톈랴오 샤오강 옌차오 융안 쭤잉 쯔관 구산 링야 첸진 첸전 치진 싼민 신싱 옌청 자이시 타이난시 화롄현 자이현 난터우현 핑둥현 타이둥현 |
| 28   | 미퉈구     | 彌陀區   | 14.7772    | 12        | 19,689      | 아롄 다랴오 다서 다수 펑산 강산구 후네이 체딩 자셴 린위안 류구이 루주 마오린 메이눙 미퉈 나마샤 난쯔 네이먼 냐오쑹 차오터우 치산 런우 산린 타오위안 톈랴오 샤오강 옌차오 융안 쭤잉 쯔관 구산 링야 첸진 첸전 치진 싼민 신싱 옌청 자이시 타이난시 화롄현 자이현 난터우현 핑둥현 타이둥현 |
| 29   | 쯔관구     | 梓官區   | 11.5967    | 15        | 36,458      | 아롄 다랴오 다서 다수 펑산 강산구 후네이 체딩 자셴 린위안 류구이 루주 마오린 메이눙 미퉈 나마샤 난쯔 네이먼 냐오쑹 차오터우 치산 런우 산린 타오위안 톈랴오 샤오강 옌차오 융안 쭤잉 쯔관 구산 링야 첸진 첸전 치진 싼민 신싱 옌청 자이시 타이난시 화롄현 자이현 난터우현 핑둥현 타이둥현 |
| 30   | 치산구     | 旗山區   | 94.6122    | 21        | 37,861      | 아롄 다랴오 다서 다수 펑산 강산구 후네이 체딩 자셴 린위안 류구이 루주 마오린 메이눙 미퉈 나마샤 난쯔 네이먼 냐오쑹 차오터우 치산 런우 산린 타오위안 톈랴오 샤오강 옌차오 융안 쭤잉 쯔관 구산 링야 첸진 첸전 치진 싼민 신싱 옌청 자이시 타이난시 화롄현 자이현 난터우현 핑둥현 타이둥현 |
| 31   | 메이눙구   | 美濃區   | 120.0316   | 19        | 40,931      | 아롄 다랴오 다서 다수 펑산 강산구 후네이 체딩 자셴 린위안 류구이 루주 마오린 메이눙 미퉈 나마샤 난쯔 네이먼 냐오쑹 차오터우 치산 런우 산린 타오위안 톈랴오 샤오강 옌차오 융안 쭤잉 쯔관 구산 링야 첸진 첸전 치진 싼민 신싱 옌청 자이시 타이난시 화롄현 자이현 난터우현 핑둥현 타이둥현 |
| 32   | 류구이구   | 六龜區   | 194.1584   | 12        | 13,524      | 아롄 다랴오 다서 다수 펑산 강산구 후네이 체딩 자셴 린위안 류구이 루주 마오린 메이눙 미퉈 나마샤 난쯔 네이먼 냐오쑹 차오터우 치산 런우 산린 타오위안 톈랴오 샤오강 옌차오 융안 쭤잉 쯔관 구산 링야 첸진 첸전 치진 싼민 신싱 옌청 자이시 타이난시 화롄현 자이현 난터우현 핑둥현 타이둥현 |
| 33   | 자셴구     | 甲仙區   | 124.0340   | 7         | 6,420       | 아롄 다랴오 다서 다수 펑산 강산구 후네이 체딩 자셴 린위안 류구이 루주 마오린 메이눙 미퉈 나마샤 난쯔 네이먼 냐오쑹 차오터우 치산 런우 산린 타오위안 톈랴오 샤오강 옌차오 융안 쭤잉 쯔관 구산 링야 첸진 첸전 치진 싼민 신싱 옌청 자이시 타이난시 화롄현 자이현 난터우현 핑둥현 타이둥현 |
| 34   | 산린구     | 杉林區   | 104.0036   | 7         | 12,425      | 아롄 다랴오 다서 다수 펑산 강산구 후네이 체딩 자셴 린위안 류구이 루주 마오린 메이눙 미퉈 나마샤 난쯔 네이먼 냐오쑹 차오터우 치산 런우 산린 타오위안 톈랴오 샤오강 옌차오 융안 쭤잉 쯔관 구산 링야 첸진 첸전 치진 싼민 신싱 옌청 자이시 타이난시 화롄현 자이현 난터우현 핑둥현 타이둥현 |
| 35   | 네이먼구   | 內門區   | 95.6224    | 18        | 15,036      | 아롄 다랴오 다서 다수 펑산 강산구 후네이 체딩 자셴 린위안 류구이 루주 마오린 메이눙 미퉈 나마샤 난쯔 네이먼 냐오쑹 차오터우 치산 런우 산린 타오위안 톈랴오 샤오강 옌차오 융안 쭤잉 쯔관 구산 링야 첸진 첸전 치진 싼민 신싱 옌청 자이시 타이난시 화롄현 자이현 난터우현 핑둥현 타이둥현 |
| 36   | 마오린구   | 茂林區   | 194.0000   | 3         | 1,882       | 아롄 다랴오 다서 다수 펑산 강산구 후네이 체딩 자셴 린위안 류구이 루주 마오린 메이눙 미퉈 나마샤 난쯔 네이먼 냐오쑹 차오터우 치산 런우 산린 타오위안 톈랴오 샤오강 옌차오 융안 쭤잉 쯔관 구산 링야 첸진 첸전 치진 싼민 신싱 옌청 자이시 타이난시 화롄현 자이현 난터우현 핑둥현 타이둥현 |
| 37   | 타오위안구 | 桃源區   | 928.9800   | 8         | 4,228       | 아롄 다랴오 다서 다수 펑산 강산구 후네이 체딩 자셴 린위안 류구이 루주 마오린 메이눙 미퉈 나마샤 난쯔 네이먼 냐오쑹 차오터우 치산 런우 산린 타오위안 톈랴오 샤오강 옌차오 융안 쭤잉 쯔관 구산 링야 첸진 첸전 치진 싼민 신싱 옌청 자이시 타이난시 화롄현 자이현 난터우현 핑둥현 타이둥현 |
| 38   | 나마샤구   | 那瑪夏區 | 252.9895   | 3         | 3,144       | 아롄 다랴오 다서 다수 펑산 강산구 후네이 체딩 자셴 린위안 류구이 루주 마오린 메이눙 미퉈 나마샤 난쯔 네이먼 냐오쑹 차오터우 치산 런우 산린 타오위안 톈랴오 샤오강 옌차오 융안 쭤잉 쯔관 구산 링야 첸진 첸전 치진 싼민 신싱 옌청 자이시 타이난시 화롄현 자이현 난터우현 핑둥현 타이둥현 |

남중국해에 있는 두개의 섬들이 대만이 규정하고 있는 가오슝시의 행정 구역에 속해 있다.
- 둥사 군도(東沙群島)
- 난사 군도(南沙群島)의 타이핑섬(太平島)

## 경제

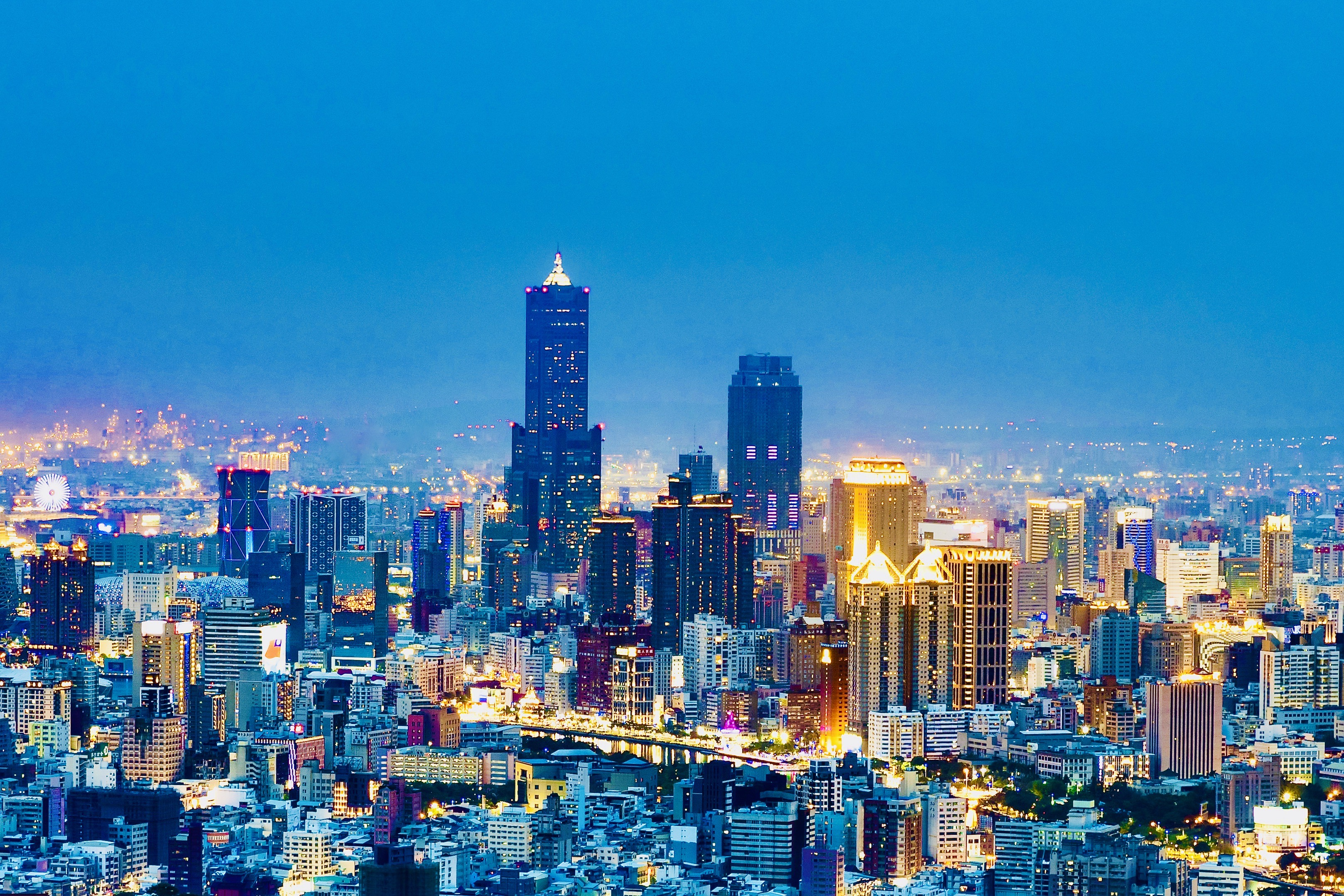
가오슝의 밤 스카이 라인

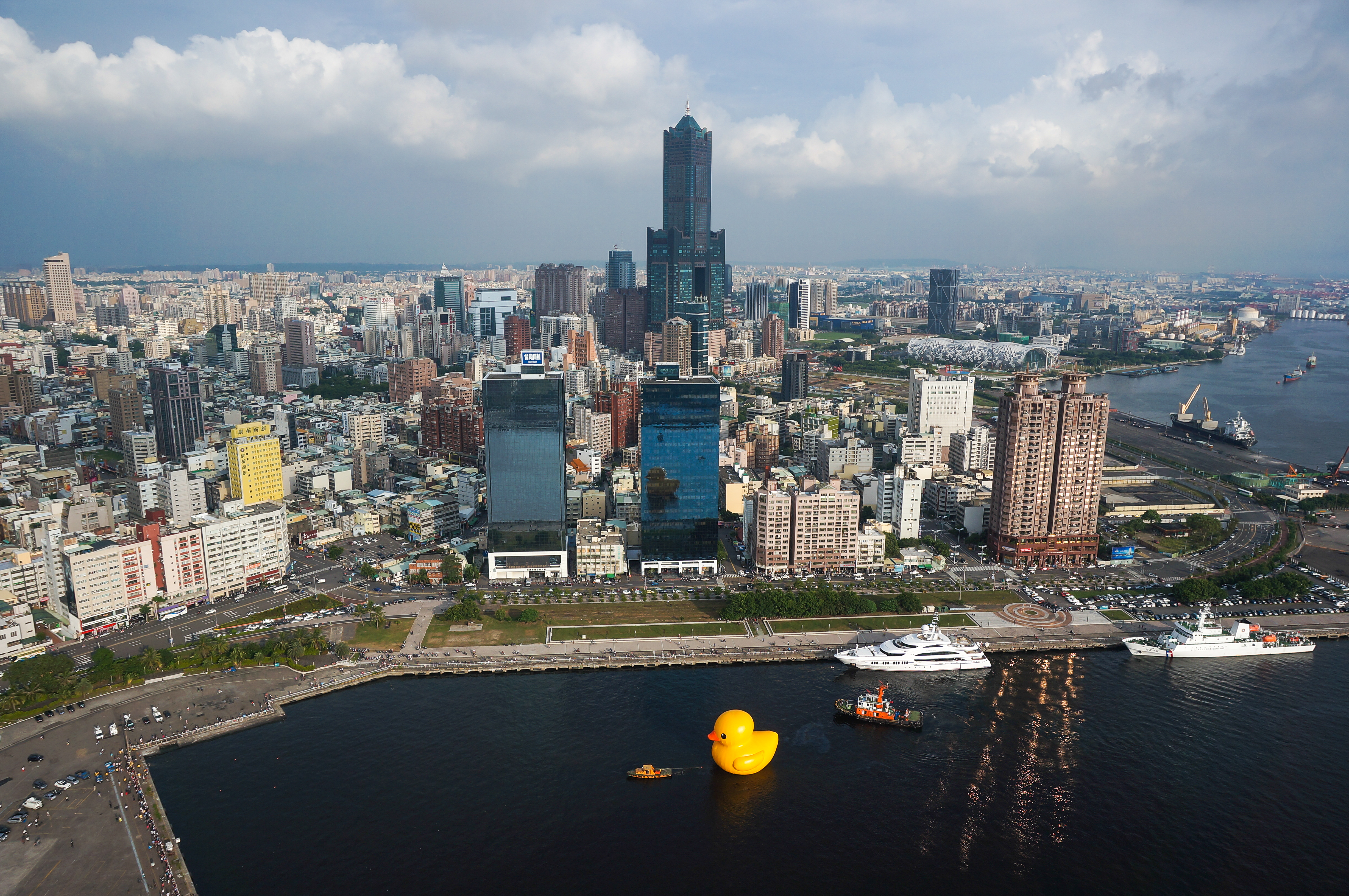
가오슝의 도시 풍경

17세기 후반부터 정착촌이 형성되기 시작했고 지허우로 불렸다. 1863년에 북쪽 해안의 안핑 항의 부속항으로서 개항하였고 1864년에 세관이 되었으며 그 후 점차 대만 남부 해안 평야의 중요한 항구가 되었다.
가오슝은 일본 점령기(1895~1945)에 본격적으로 경제적, 전략적으로 중요해지기 시작했다. 일본은 대만 남부의 원료와 식량을 본국으로 보낼 좋은 항구를 찾고 있었고 가오슝이 채택되었다. 가오슝은 남북을 잇는 철도의 남쪽 종점이 되었고 1904년부터 1907년까지 항구의 확장 공사가 진행되었다. 1920년에 다카오로 개칭되었고 다카오주에 속하게 되었다.
2차 대전 이전과 전쟁 중에 가오슝은 일본으로의 농업 수출항으로서 성장하였고 태평양 전쟁을 수행하기 위한 군사 기지가 되었다. 전쟁이 끝나갈 무렵에도 일본은 풍부한 수력 전기를 기반으로 알루미늄 공장을 세우는 등 가오슝의 공업 개발을 계속 진행하였다.
1945년에 중화민국의 관할이 된 후에도 가오슝은 급속히 발전하였다. 항구는 2차 대전 때 심각한 피해를 입었으나 곧 복구되었다. 또한 필리핀과 인도네시아 해역으로 항해하는 선박들의 어항이 되었다. 주로 기후 때문에 가오슝은 타이완의 주요 항구로서 지룽을 추월하게 되었다.
오늘날 가오슝은 대만 남서쪽의 주요 국제항이자 공업 도시로서 급격히 발전하고 있다. 총 면적 154km2의 커다란 천연 항구이고 최근에 준설을 통해 입구를 확장하였다.
가오슝은 대만 남부의 주요 농산품 수출항이다. 쌀, 설탕, 바나나, 파인애플, 땅콩, 감귤류를 주로 수출한다. 부두에 있는 2200헥타르의 린하이 공업구는 1970년대 중반에 완공되었고 제철소, 조선소, 석유화학단지가 있다. 도시에는 석유 정제, 알루미늄, 시멘트, 비료, 설탕 정제, 벽돌과 타일, 제염, 제지 공장이 있다. 가오슝은 1970년대 후반에 자유무역지대로 지정되었고 많은 외국인 투자를 유치하고 있다. 또한 과일과 생선을 가공한 통조림 산업도 발달해 있다.
가오슝의 명목 GDP는 약 450억 달러이고 도시권의 GDP는 900억 달러로 추정된다. 2008년에 가오슝의 1인당 명목 GDP는 24,000달러였다.

## 문화

### 교육
- 가오슝 의학대학
- 국립 중산 대학
- 국립 가오슝 제일과기대학
- 국립 가오슝 사범대학
- 국립 가오슝 응용과기대학
- 국립 가오슝 대학
- 국립 가오슝 해양과기대학
- 이서우대학

## 교통

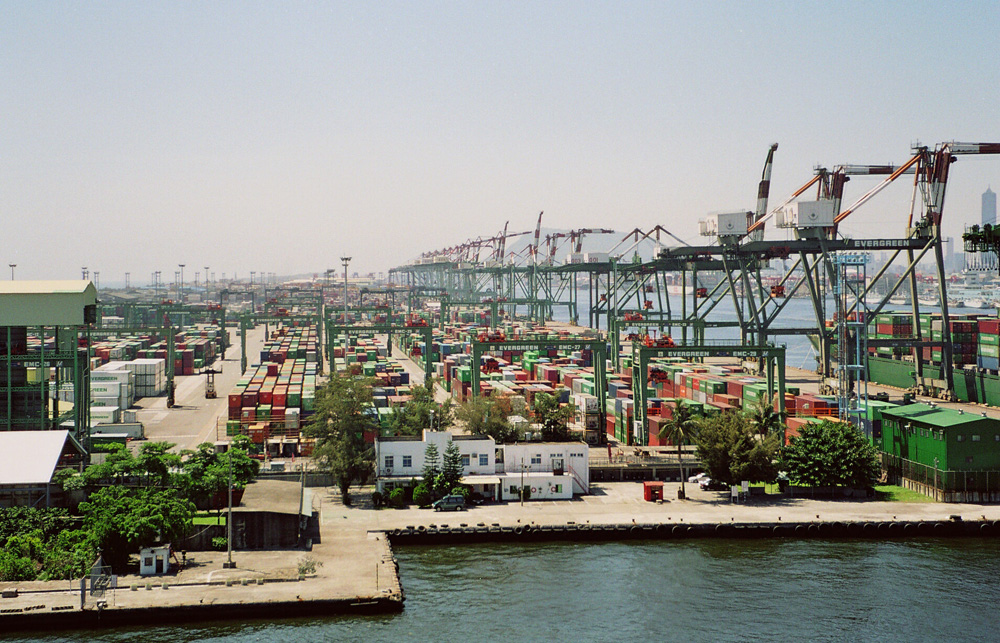
가오슝 항

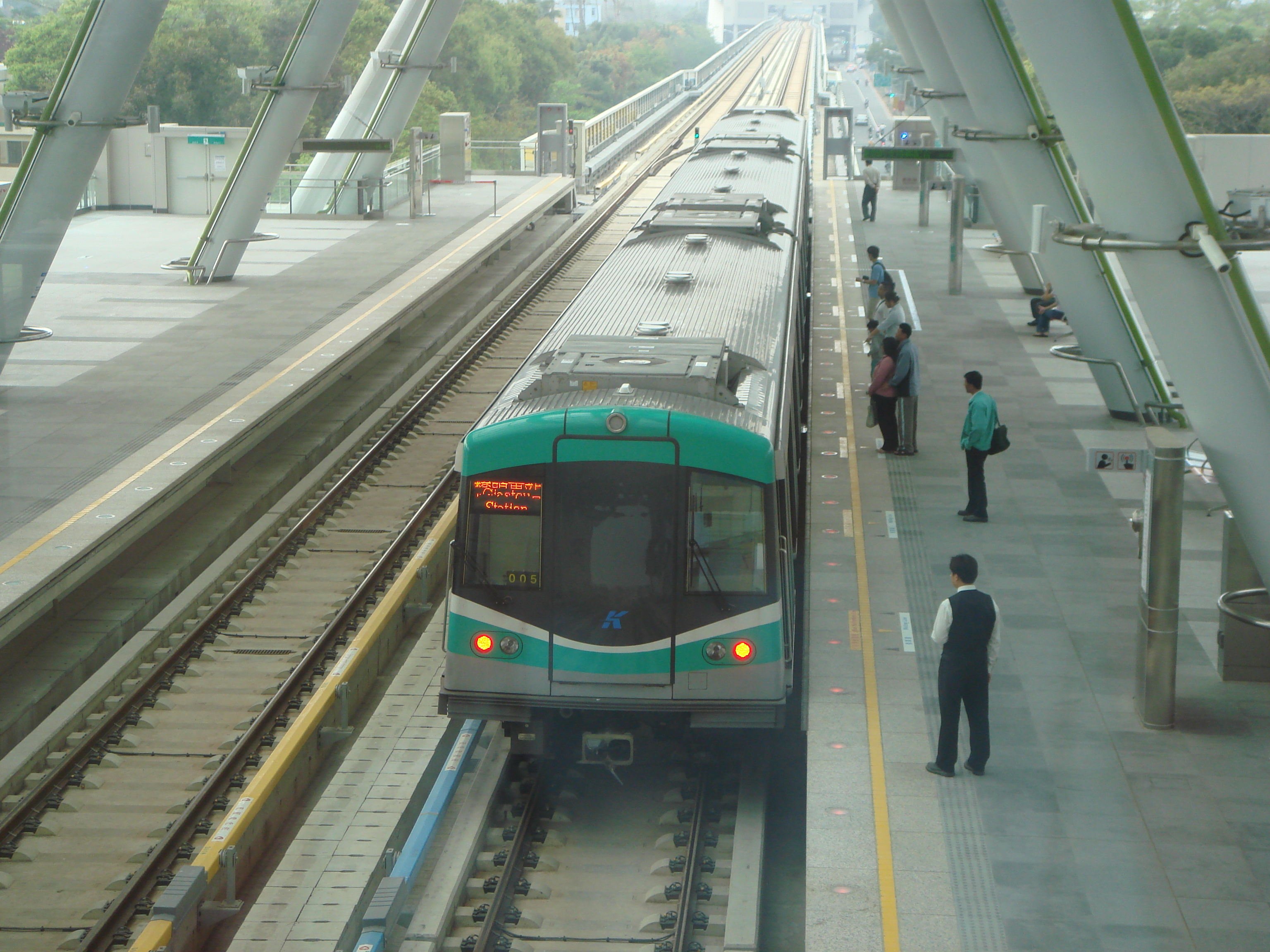
가오슝 첩운

### 철도
- 가오슝 첩운
  - 가오슝 첩운 홍선
  - 가오슝 첩운 귤선
  - 가오슝 첩운 순환선
- 대만 고속철도
  - (타이난시) - 쭤잉역 - (종착)
- 타이완 철로관리국 종관선
  - (타이난시) - 다후역 - 루주역 - 강산역 - 차오터우역 - 난쯔역 - 신쭤잉역 - 쭤잉역 - 가오슝역 - (종착)
- 타이완 철로관리국 핑둥 선

### 도로
- 중산 고속공로(국도 1호선)
- 가오슝 지선(국도 10호선)

### 공항 및 항만
- 공항: 가오슝 국제공항
- 항만: 가오슝항

## 자매 도시
- 미국 하와이주 호놀룰루
- 미국 조지아주 메이컨
- 미국 오클라호마주 털사
- 미국 콜로라도주 콜로라도스프링스
- 미국 플로리다주 마이애미
- 미국 텍사스주 샌안토니오
- 미국 워싱턴주 시애틀
- 미국 테네시주 녹스빌
- 미국 조지아주 플레인스
- 미국 플로리다주 펜서콜라
- 미국 앨라배마주 모빌
- 미국 아칸소주 리틀록
- 미국 오리건주 포틀랜드
- 대한민국 부산광역시
- 필리핀 세부
- 베트남 다낭
- 콜롬비아 바랑키야
- 남아프리카 공화국 더반
- 오스트레일리아 브리즈번
- 일본 나가노현 마쓰모토시
- 일본 도쿄도 하치오지시
- 일본 구마모토현 구마모토시
- 파나마 파나마시티
- 멕시코 누에보레온주 몬테레이
- 멕시코 티후아나
- 코스타리카 카르타고
- 말레이시아 조지타운
- 인도네시아 수라바야
- 필리핀 디폴로그
- 말라위 블랜타이어
- 몰디브 말레
- 벨리즈 벨리즈시티

## 같이 보기
- 대만의 행정 구역
- 대만의 도시 목록